# Pseudoligosita podolica
Pseudoligosita podolica är en stekelart som först beskrevs av Maksymilian Nowicki 1935.  Pseudoligosita podolica ingår i släktet Pseudoligosita och familjen hårstrimsteklar. Arten är reproducerande i Sverige. Inga underarter finns listade i Catalogue of Life.